# Adalard II de Metz
Adalard II de Metz (* vers 840 - † vers 889) est comte de Metz dans le Moselgau.

## Biographie
Adalard ou Adalhard est le fils aîné d'Adalard Ier de Metz. Il épousa une fille de Matfried II de l'Eifelgau (de) de la famille des Matfriede. De ce mariage naissent trois fils :
- Gérard Ier (* 870 - † 910), comte de Metzgau ;
- Matfried Ier (* 872 - † après 926), comte de Metzgau ;
- Richar (* 875 - † 945), de 899 à 923 abbé de l'abbaye de Prüm, de 923 à 945 évêque de Liège.

Adalard, qui est également mentionné dans les documents comme abbé laïc de l'abbaye d'Echternach de 872 à 889, est apparu historiquement principalement lors des raids vikings en Rhénanie. Après qu'une horde viking ait dévasté les régions de Flandre en 881, ils remontèrent le Rhin et attaquèrent les habitants. Les villes de Cologne, Bonn et Andernach figuraient parmi les villes touchées. Certains membres de l'armée viking ont également pillé Aix-la-Chapelle et les monastères voisins. Le 6 janvier 882, ils dévastèrent l'abbaye de Prüm. Ils se dirigèrent ensuite vers le Rhin moyen et passèrent Coblence pour aller jusqu'à Trèves, qui fut capturée lors de la Semaine Sainte 882 et mise à sac le dimanche de Pâques. Une partie des Vikings se dirigea alors vers Metz.
Ce groupe fut confronté le 11 avril 882 lors de la bataille de Remich par un contingent armé dirigé par le comte Adalard, l'évêque de Metz, Wala et l'archevêque de Trèves, Bertolf. Les Vikings ont remporté la victoire. Outre de nombreux cavaliers et de soldats, l'évêque Wala est également tombé au champ de bataille. Le comte Adalard et l'archevêque Bertolf purent s'échapper avec quelques fantassins. Leurs propres pertes ont poussé les Vikings à faire demi-tour et à se déplacer vers le nord à travers l'Eifel en direction de leur camp.